# Ред и закон (9. сезона)
Девета сезона серије Ред и закон је премијерно емитована на каналу НБЦ од 23. септембра 1998. године до 26. маја 1999. године и броји 23 епизоде.

## Опис
Еби Кармајкл (Енџи Хармон) заменила је Џејми Рос (Кери Лоувел) на месту помоћнице окружног тужиоца. Бенџамин Брет напустио је главну поставу након ове сезоне, а детектив Реј Кертис напустио је полицију како би бринуо о супрузи јер је оболела од мултипле склезоре.

## Улоге

### Главне
- Џери Орбак као Лени Бриско
- Бенџамин Брет као Реј Кертис
- Ш. Епата Меркерсон као Анита ван Бјурен
- Сем Вотерстон као ИПОТ Џек Мекој
- Енџи Хармон као ПОТ Еби Кармајкл
- Стивен Хил као ОТ Адам Шиф

### Епизодне
- Керолин Мекормик као др. Елизабет Оливет (Епизода 22)

## Епизоде
| Бр. у серији | Бр. у сезони | Назив               | Редитељ            | Сценариста                                                                               | Пpемијерно емитовање | Пpод. код | Гледаност у САД-у (милиони) |
| --- | ------------ | ------------------- | ------------------ | ---------------------------------------------------------------------------------------- | -------------------- | --------- | --------------------------- |
| 182 | 1            | "Нега"              | Ед Шерин           | Синопсис: Кети Мекормик Сценарио: Карл Нелсон, Скот Тобин и Кети Мекормик                | 23. септембар 1998.  | E0203     | 15.60                       |
| Након што је девојчица пронађена мртва, Бриско и Кертис истражују породицу и сазнају да су њена усвојена породица и брат покушавали да сакрију неке болне тајне. Џек добија нову помоћницу, Еби Кармајкл, која је била четири године са Посебним наркотицима и имала 95% осуђујућих пресуда. Мекој и Кармајклова заједно покушавају да докажу да је брат девојчице починио злочин. |              |                     |                    |                                                                                          |                      |           |                             |
| 183 | 2            | "ВКЦ"               | Константин Макрис  | Рене Балкер                                                                              | 7. октобар 1998.     | E0205     | TBA                         |
| Детективи Лени Бриско и Реј Кертис откривају потресан обрт у који су укључени мало вероватни осумњичени док су истраживали свирепо премлаћивање црнца баченог близу аутопута. |              |                     |                    |                                                                                          |                      |           |                             |
| 184 | 3            | "Мамац"             | Луис Х. Гулд       | Синопсис: Дејвид Шор Сценарио: Дејвид Шор и И. Ч. Рапапорт                               | 14. октобар 1998.    | E0204     | TBA                         |
| Истрага о томе како је један пубертетлија рањен доводи Бриска и Кертиса до случаја који се односи на убиство младе жене и растурање дроге. |              |                     |                    |                                                                                          |                      |           |                             |
| 185 | 4            | "Зараза"            | Дејвид Плат        | Ричард Сверен и Вилијам Н. Фордс                                                         | 21. октобар 1998.    | E0209     | TBA                         |
| Када је једно дете у дневном боравку умрло од стафилококе, Бриско и Кертис покушавају да пронађу извор заразе што доводи до случаја ванбрачне везе, проневере и произвођача лекова. |              |                     |                    |                                                                                          |                      |           |                             |
| 186 | 5            | "Патња"             | Константин Макрис  | Кети Мекормик                                                                            | 4. новембар 1998.    | E0216     | TBA                         |
| Када су детективи Лени Бриско и Реј Кертис пронашли убијеног поштара и жену која је остављена мртва у свом стану, истрага доводи до низног убице и изненађења. |              |                     |                    |                                                                                          |                      |           |                             |
| 187 | 6            | "Шифровање"         | Марта Мичел        | Синопсис: Ед Зукерман Сценарио: Џудит Хупер и Дик Терези                                 | 11. новембар 1998.   | E0208     | TBA                         |
| Убиство запосленог у клиници за плодност доводи до случаја који укључује прву и другу жену покојника. |              |                     |                    |                                                                                          |                      |           |                             |
| 188 | 7            | "Отров"             | Џејс Александер    | Синопсис: И. Ч. Рапапорт Сценарио: Дејвид Шор и И. Ч. Рапапорт                           | 18. новембар 1998.   | E0206     | TBA                         |
| Убиство девојке из пословне пратње доводи до случаја који се односи на односе између младића и две старије жене. |              |                     |                    |                                                                                          |                      |           |                             |
| 189 | 8            | "Олош"              | Метју Пен          | Синопсис: Мет Витен Сценарио: Ричард Сверен и Мет Витен                                  | 25. новембар 1998.   | E0215     | 13.43                       |
| Убиство Чарлса Тајнера, чувара у казнено-поправном заводу, довело је детективе у женски затвор где је један стражар повезан са затвореницом коју је Кармајклова осудила због дроге и сукобом са заступницом Данијел Мелник. |              |                     |                    |                                                                                          |                      |           |                             |
| 190 | 9            | "Прави север"       | Артур В. Форни     | Ед Зукерман                                                                              | 9. децембар 1998.    | E0207     | TBA                         |
| Двоструко убиство богатог човека и његове ћерке довело је детективе до жене односно маћехе покојника. Међутим, приговор Канаде на смртну казну омета Мекоја и Кармајклову у тражењу кључних доказа за изрицање осуђујуће пресуде. |              |                     |                    |                                                                                          |                      |           |                             |
| 191 | 10           | "Мржња"             | Константин Макрис  | Рене Балкер                                                                              | 6. јануар 1999.      | E0214     | TBA                         |
| Докази усмеравају Бриска и Кертиса у правцу окупљања белачке надмоћне омладине након свирепог премлаћивања и убиства једне средњошколке. |              |                     |                    |                                                                                          |                      |           |                             |
| 192 | 11           | "Бедеми"            | Метју Пен          | Кети Мекормик и Лини Е. Лит                                                              | 13. јануар 1999.     | E0211     | 16.62                       |
| Бриско и Кертис поново отварају случај нестале особе од пре 30 година који је затворен шездесетих година прошлог века када је из реке Хадсон извучено возило са посмртним остацима убијеног човека који је учествовао у студентским протестима. У преокрету који је окончао све био је детектив СУП-а на тајном задатку, а такође и откривање заташкавања од пре 30 година. |              |                     |                    |                                                                                          |                      |           |                             |
| 193 | 12           | "Рај"               | Дејвид Плат        | Дејвид Шор и И. Ч. Рапопорт                                                              | 10. фебруар 1999.    | E0219     | 13.55                       |
| Бриско и Кертис истражују убиство популарног вође заједнице Харлема док се Мекој и Кармајклова боре да спрече хаотично стање у које је укључан афирмативни поступак. |              |                     |                    |                                                                                          |                      |           |                             |
| 194 | 13           | "Ловци"             | Ричард Добс        | Синопсис: Џери Конвеј Сценарио: Вилијам Н. Фордс и Џери Конвеј                           | 10. фебруар 1999.    | E0218     | 15.29                       |
| Бриско и Кертис се тркају с временом да пронађу убицу пуштеног на условну слободу пре него што два ловца на главе пронађу осумњиченог убицу. |              |                     |                    |                                                                                          |                      |           |                             |
| 195 | 14           | "Споредан расплет"  | Ед Шерин           | Рене Балкер                                                                              | 17. фебруар 1999.    | E0210     | 15.63                       |
| Када су Бриско и Кертис открили да је савезни званичник на високом нивоу који је пронађен убијен у Батери парку недавно пребачен из Балтимора, они се удружују са детективима Одељења за убиства у Балтимору. Заједничка истрага открива да је жртва била у вези са другим високим званичником владе чија ће каријера бити уништена ако веза постане јавна. Заступник часописа Независни позива Мекоја и његов Балтиморског колегу Пибодија у Вашингтону и захтева да Мекој открије свој извор или ће у затвор због непоштовања суда. Бриско и Кертис приводе осумњиченог, али ФБИ тврди да је надлежан и осумњичени избегава суђење, а можда и правду. |              |                     |                    |                                                                                          |                      |           |                             |
| 196 | 15           | "Ученик"            | Марта Мичел        | Синопсис: Ричард Сверен и Лини Е. Лит Сценарио: Кети Мекормик и Лини Е. Лит              | 24. фебруар 1999.    | E0220     | 13.55                       |
| Када је пубертетлија пронађен мртав у хитној помоћи, истрага доводи до случаја у који је укључен верски обред и оптуженог који тврди да је поступак диктирао глас свеца. |              |                     |                    |                                                                                          |                      |           |                             |
| 197 | 16           | "Нашкодити"         | Ричард Добс        | Рене Балкер и Еди Фелдмен                                                                | 3. март 1999.        | E0213     | TBA                         |
| Бриско и Кертис истражују могуће убиство док истражују напад на заступника за бракоразводне парнице у пензији. |              |                     |                    |                                                                                          |                      |           |                             |
| 198 | 17           | "Значка"            | Стивен Вертимер    | Синопсис: Дејвид Шор, И. Ч. Рапапорт и Рене Балкер Сценарио: Дејвид Шор и И. Ч. Рапапорт | 24. март 1999.       | E0220     | TBA                         |
| Бриско и Кертис истражују убиство полицајца који је убијен док је био на тајном задатку. |              |                     |                    |                                                                                          |                      |           |                             |
| 199 | 18           | "Малолетник"        | Луис Х. Гулд       | Ричард Сверен и Лини Е. Лит                                                              | 14. април 1999.      | E0223     | 14.87                       |
| Истрага убиства новинског колумнисте доводи до случаја убиства из 1970-их и укључује осумњиченог који је у то време био малолетан. |              |                     |                    |                                                                                          |                      |           |                             |
| 200 | 19           | "Табула раза"       | Ричард Добс        | Кети Мекормик и Вилијам Н. Фордс                                                         | 21. април 1999.      | E0222     | 16.45                       |
| Када је професор филозофије гурнут под воз метроа и убијен, истрага је довела до осумњиченог који је након развода променио име и нестао са ћеркама. |              |                     |                    |                                                                                          |                      |           |                             |
| 201 | 20           | "Царство"           | Метју Пен          | Синопсис: Роберт Палм Сценарио: Рене Балкер и Роберт Палм                                | 5. мај 1999.         | E0217     | TBA                         |
| Смрт корпоративног могула узрокована прекомерном количином дроге која побољшава сексуалне односе довела је до случаја са сведоком који ставља Кертиса у незавидан положај. |              |                     |                    |                                                                                          |                      |           |                             |
| 202 | 21           | "Властољубивост"    | Кристофер Мисијано | Синопсис: Бери М. Шолник Сценарио: Ричард Сверен и Бери Шолник                           | 12. мај 1999.        | E0221     | 15.06                       |
| Убиство продавца аудио опреме доводи детективе до случаја повезаног са италијанском мафијом. |              |                     |                    |                                                                                          |                      |           |                             |
| 203 | 22           | "Уписи"             | Џејс Александер    | Синопсис: Кети Мекормик и Лини Е. Лит Сценарио: Вилијам Н. Фордс и Лини Е. Лит           | 19. мај 1999.        | E0224     | TBA                         |
| Убиство студента доводи до случаја који се односи на однос покојника с професорком и двоје студената који јамче једно за друго о томе где су се налазили у ноћи убиства. |              |                     |                    |                                                                                          |                      |           |                             |
| 204 | 23           | "Уточиште (1. део)" | Константин Макрис  | Рене Балкер                                                                              | 26. мај 1999.        | E0212     | 16.31                       |
| Место злочина на коме су жртва и извршилац пронађени мртви доводи детективе и тужилаштво до 10-годишњег сведока у опасну мрежу која укључује немилосрдну руску мафију. |              |                     |                    |                                                                                          |                      |           |                             |
| 205 | 24           | "Уточиште (2. део)" | Константин Макрис  | Рене Балкер                                                                              | 26. мај 1999.        | E0225     | 19.29                       |
| Мекој мора да повеже оптужене који су део руске мафије са операцијом прања новца пре него што се униште кључлни докази - и сви други сведоци буду пронађени мртви. У међувремену, детектив Реј Кертис напушта 27. испоставуу како би бринуо о својој жени која болује од МС-а. |              |                     |                    |                                                                                          |                      |           |                             |

## Напомена
1. ↑  Ово је први део дводелне епизоде "Споредан расплет" која се завршава у серији "Одељење за убиства: Живот на улици".